# Servoy
Servoy ist ein plattform- und datenbankunabhängiges RAD-Werkzeug, mit dem schnelles Prototyping möglich ist.
Servoy besteht aus drei Teilen: Server, Client und Developer-Applikation. Da Servoy komplett in Java entwickelt wurde, ist es plattform- und hardwareunabhängig.
Als Datenbank kann jede standardisierte SQL-Datenbank mit einer JDBC-Schnittstelle angekoppelt werden. Dabei bietet Servoy verschlüsselte Datenübertragung (SSL), Internet-/Intranetfähigkeit, installationslose Verwendung Client-Applikation (zero deployment, Java-Web-Start-Technologie), Zusammenfassung mehrerer Datenbanken in einer Applikation incl. Datenbank-übergreifender Transaktionen, Internationalisierung, Rechtemanagement auf Benutzer- und Gruppenebene, JavaBeans-Technologie und eine eingebaute Versionierung.
Servoy unterhält ein Partnernetzwerk (Servoy Alliance Network, SAN) bestehend aus über 200 Unternehmen, die Servoy-Entwicklungen, Zusatzkomponenten, Beratung und Hosting-Dienste anbieten.